# David Harbour
David Harbour (* 10. dubna 1975, White Plains, New York, Spojené státy americké) je americký herec. Známým se stal především díky roli Jima Hoppera v hororovém seriálu Stranger Things (2016–dosud) společnosti Netflix, za níž získal dvě nominace na cenu Emmy a jednu nominaci na Zlatý glóbus.

## Život
Harbour se narodil v New Yorku Kennethu a Nancy (rozené Riley) Harbourovým. Oba rodiče pracují v oblasti nemovitostí: matka v sektoru bytovém a otec v komerčním. Jejich syn navštěvoval střední školu Byram Hills v Armonku v New Yorku spolu s dalšími herci Seanem Maherem a Eyalem Podellem. Harbour promoval na Dartmouth College v Hannoveru v New Hampshire v roce 1997. Byl členem bratrství Sigma Phi Epsilon v Dartmouthu.

## Herecká kariéra
Harbour začal profesionálně na Broadwayi v roce 1999, v divadelní hře Obchodník s deštěm. Ve stejném roce debutoval v televizním seriálu Zákon a pořádek: Útvar pro zvláštní oběti, kde hrál číšníka. Opakovaně si zahrál roli agenta MI6 Rogera Andersona v seriálu Pan Am. V roce 2005 byl nominován na cenu Tony za svůj výkon v inscenaci Kdo se bojí Virginie Woolfové?.
V roce 2008 ztvárnil roli agenta CIA Gregga Beama v bondovce Quantum of Solace a v následujícím roce ztvárnil roli Shepa Campbella ve filmu Nouzový východ. Objevil se také ve filmu Na odstřel, kde hrál společně s Russellem Crowem.
Od roku 2016 ztvárňuje roli policejního náčelníka Jima Hoppera v americkém hororovém seriálu Stranger Things.
Harbour ztvárnil hlavní roli ve snímku Hellboy (2019), za níž byl nominován na cenu Zlatá malina jako nejhorší herec. Objevil se také v roli Červeného strážce v marvelovském filmu Black Widow (2021).

## Filmografie

### Film
| Rok  | Název                                          | Role                                               | Poznámky    |
| ---- | ---------------------------------------------- | -------------------------------------------------- | ----------- |
| 2004 | Kinsey                                         | Robert Kinsey                                      |             |
| 2005 | Confess                                        | FBI agent McAllister                               |             |
| 2005 | Zkrocená hora                                  | Randall Malone                                     |             |
| 2005 | Válka světů                                    | Dock Worker                                        |             |
| 2006 | Sklapni a zpívej                               | David                                              |             |
| 2008 | Nouzový východ                                 | Shep Campbell                                      |             |
| 2008 | Quantum of Solace                              | Gregg Beam                                         |             |
| 2009 | Na odstřel                                     | pracovník PointCorp                                |             |
| 2010 | Zítra snad bude líp                            | Brian                                              |             |
| 2011 | Zelený sršeň                                   | D.A. Frank Scanlon                                 |             |
| 2011 | W.E.                                           | Ernest Aldrich Simpson                             |             |
| 2012 | Patrola                                        | Van Hauser                                         |             |
| 2012 | Between Us                                     | Joel                                               |             |
| 2012 | Knife Fight                                    | Stephen Green                                      |             |
| 2013 | Snitch                                         | Jay Price                                          |             |
| 2013 | Nemocnice Parkland                             | James Gordon Shanklin                              |             |
| 2014 | X/Y                                            | Todd                                               |             |
| 2014 | Mezi náhrobními kameny                         | Ray                                                |             |
| 2014 | Equalizer                                      | Frank Masters                                      |             |
| 2015 | Black Mass: Špinavá hra                        | John Morris                                        |             |
| 2016 | Sebevražedný oddíl                             | Dexter Tolliver                                    |             |
| 2017 | Hra o všechno                                  | Doug Dennison                                      |             |
| 2019 | Frankenstein's Monster's Monster, Frankenstein | David Harbour III, David Harbour Jr., Frankenstein | krátký film |
| 2019 | Hellboy                                        | Hellboy                                            |             |
| 2021 | Black Widow                                    | Alexej Šostakov / Red Guardian                     |             |
| 2021 | Žádné prudké pohyby                            | Matt Wertz                                         |             |
| 2022 | Šílená noc                                     | Santa Claus                                        |             |
| 2023 | Gran Turismo                                   | Jack Salter                                        | natáčí se   |
| 2023 | Máme tu ducha                                  | Ernest                                             |             |
| 2024 | Thunderbolts                                   | Alexej Šostakov / Red Guardian                     |             |

### Televize
| Rok        | Název                                     | Role                   | Poznámky                                  |
| ---------- | ----------------------------------------- | ---------------------- | ----------------------------------------- |
| 1999       | Zákon a pořádek                           | Mike                   | díl: „Patsy“                              |
| 2002       | Zákon a pořádek: Útvar pro zvláštní oběti | Terry Jessup           | díl: „Dolls“                              |
| 2003       | Taxík                                     | Christopher Clark      | díl: „Presumed Guilty“                    |
| 2004       | Zákon a pořádek: Zločinné úmysly          | Wesley John Kenderson  | díl: „Nic než stříbro“                    |
| 2006       | The Book of Daniel                        | Kevin Warwick          | díl: „Acceptance“                         |
| 2007       | Jednotka zvláštního určení                | Gary Weber             | díl: „Pět bratrů“                         |
| 2008       | Zákon a pořádek                           | Jay Carlin             | díl: „Submission“                         |
| 2009       | Zákon a pořádek: Zločinné úmysly          | Paul Devildis          | díl: „Rodinné hodnoty“                    |
| 2009       | Anatomie lži                              | Frank Ambrose          | díl: „Nelehká volba“                      |
| 2009       | Milionový lékař                           | Dan Samuels            | díl: „It's Like Jamais Vu All Over Again“ |
| 2011–2012  | Pan Am                                    | Roger Anderson         | 6 dílů                                    |
| 2012       | Midnight Sun                              | Ethan Davies           | neprodaný televizní pilotní díl NBC       |
| 2012–2014  | Newsroom                                  | Elliot Hirsch          | 10 dílů                                   |
| 2013       | Jak prosté                                | Dr. Mason Baldwin      | díl: „Lesser Evils“                       |
| 2014       | Mizera                                    | David Potter           | 11 dílů                                   |
| 2014       | Manhattan                                 | Dr. Reed Akley         | 10 dílů                                   |
| 2014–2015  | Ve službách CIA                           | David Patrick          | 13 dílů                                   |
| 2015–2016  | Banshee                                   | Robert Dalton          | 2 díly                                    |
| 2016       | Crisis in Six Scenes                      | Vic                    | díl: „Episode 2“                          |
| 2016–dosud | Stranger Things                           | Jim Hopper             | hlavní role, 33 dílů                      |
| 2018       | Drunk History                             | Velitel                | díl: „Underdogs“                          |
| 2018       | Zvířátka                                  | Hawk (hlas)            | díl: „Roachella“                          |
| 2019       | El Hormiguero 3.0                         | sám sebe (host)        | díl: „David Harbour“                      |
| 2019       | Saturday Night Live                       | sám sebe / moderátor   | díl: „David Harbour/Camila Cabello“       |
| 2020       | Simpsonovi                                | Fred Kranepool (host)  | díl: „Utajený šéf“                        |
| 2021       | Greenovi ve velkoměstě                    | Rick (host)            | díl: „The Van“                            |
| 2021       | Jednotka Q                                | agent Rick Buck (hlas) |                                           |
| 2021       | Star Wars: Vize                           | Tajin (hlas)           | díl: „The Elder“                          |

### Divadlo
| Rok       | Název                                   | Role                | Poznámky |
| --------- | --------------------------------------- | ------------------- | -------- |
| 1999      | Obchodník s deštěm                      | Noah Curry          |          |
| 2001      | Vynález lásky                           | Moses John Jackson  |          |
| 2005      | Kdo se bojí Virginie Woolfové?          | Nick                |          |
| 2006–2007 | The Coast of Utopia: Part 1 – Voyage    | Nicholas Stankevich |          |
| 2006–2007 | The Coast of Utopia: Part 2 – Shipwreck | George Herwegh      |          |
| 2007      | The Coast of Utopia: Part 3 – Salvage   | Doktor              |          |
| 2010–2011 | Kupec benátský                          | Bassanio            |          |
| 2012–2013 | Konkurenti                              | John Williamson     |          |

### Internet
| Rok       | Název | Role   | Poznámky |
| --------- | ----- | ------ | -------- |
| 2012–2015 | Blue  | Cooper |          |

## Ocenění
| Rok  | Cena                                        | Kategorie                                               | Nominované dílo                | Výsledek  | Ref.   |
| ---- | ------------------------------------------- | ------------------------------------------------------- | ------------------------------ | --------- | ------ |
| 2005 | Cena Tony                                   | Nejlepší herec ve vedlejší roli – divadelní hra         | Kdo se bojí Virginie Woolfové? | nominace  | [ 7 ]  |
| 2017 | Cena Sdružení filmových a televizních herců | Nejlepší obsazení v dramatickém seriálu                 | Stranger Things                | vítězství | [ 8 ]  |
| 2017 | Fangoria Chainsaw Award                     | Nejlepší herec ve vedlejší roli                         | Stranger Things                | nominace  | [ 9 ]  |
| 2017 | Gold Derby Awards                           | Nejlepší mužský herecký výkon ve vedlejší roli (drama)  | Stranger Things                | nominace  | [ 10 ] |
| 2017 | Cena Emmy                                   | Nejlepší herec ve vedlejší roli (drama)                 | Stranger Things                | nominace  | [ 11 ] |
| 2018 | Critics' Choice Television Awards           | Nejlepší herec ve vedlejší roli v dramatickém seriálu   | Stranger Things                | vítězství | [ 12 ] |
| 2018 | Zlatý Glóbus                                | Nejlepší nejlepší mužský herecký výkon ve vedlejší roli | Stranger Things                | nominace  | [ 13 ] |
| 2018 | Cena Sdružení filmových a televizních herců | Nejlepší obsazení v dramatickém seriálu                 | Stranger Things                | nominace  | [ 14 ] |
| 2018 | Cena Sdružení filmových a televizních herců | Nejlepší mužský herecký výkon (drama)                   | Stranger Things                | nominace  | [ 14 ] |
| 2018 | Gold Derby Awards                           | Nejlepší mužský herecký výkon ve vedlejší roli (drama)  | Stranger Things                | vítězství | [ 15 ] |
| 2018 | Cena Emmy                                   | Nejlepší herec ve vedlejší roli (drama)                 | Stranger Things                | nominace  | [ 16 ] |
| 2020 | Cena Sdružení filmových a televizních herců | Nejlepší obsazení v dramatickém seriálu                 | Stranger Things                | nominace  | [ 17 ] |
| 2020 | Cena Sdružení filmových a televizních herců | Nejlepší mužský herecký výkon (drama)                   | Stranger Things                | nominace  | [ 17 ] |
| 2020 | Zlatá malina                                | Nejhorší herec                                          | Hellboy                        | nominace  | [ 18 ] |
| 2022 | Gold Derby Awards                           | Nejlepší mužský herecký výkon ve vedlejší roli (drama)  | Stranger Things                | nominace  | [ 19 ] |